# Divec
Divec település Csehországban, a Hradec Králové-i járásban. Divec Hradec Králové, Blešno, Černilov és Librantice településekkel határos. Lakosainak száma 277 fő (2024. január 1.).

## Népesség
A település lakosságának változását az alábbi diagram mutatja:
| Lakosok száma | 257  | 240  | 266  | 170  | 128  | 120  | 234  | 236  | 252  | 277  |
|               | 1869 | 1890 | 1921 | 1950 | 1980 | 2001 | 2017 | 2019 | 2022 | 2024 |